# Kyiv Boryspil Express
Kyiv Boryspil Express — специализированный железнодорожный экспресс-поезд круглосуточного скоростного пассажирского сообщения между железнодорожной станцией Киев-Пассажирский и международным аэропортом «Борисполь».
Поезд с центрального вокзала Киева до аэропорта доезжает за 35-45 минут с остановкой на станциях Дарница, Выдубичи. Предполагаемая регулярность движения экспрессов Киев — Международный аэропорт «Борисполь» составляет примерно 24 пары в сутки (1 пара в час).
С 24 февраля 2022 в связи с Вторжением России в Украину и закрытием воздушного пространства прекратил движение.

## Название
Прежнее рабочее название предыдущего проекта — «Воздушный экспресс».
В ноябре 2018 года было открыто голосование за название скоростного экспресса. Менеджментом «Укрзализныци» отобрано 8 вариантов, которые были выставлены на публичное голосование до 11 ноября включительно:
- «UZ Air»
- «Kyiv Boryspil Express»
- «UZ Express»
- «Сич»
- «Sky Express»
- «Чумак»
- «Аерошатл»
- «Лыбидь».

12 ноября 2018 года, в результате конкурса, победила название Kyiv Boryspil Express.

## История

### «Воздушный экспресс»
Изначально реализацию проекта обеспечивало Государственное агентство по инвестициям и управлению национальными проектами Украины.
Сначала Дирекция по строительству и управлению национального проекта «Воздушный экспресс» и других инфраструктурных объектов Киевского региона отобрала Китайскую национальную корпорацию машинной индустрии и генеральных подрядов для разработки проектно-сметной документации и строительных работ. Акцепт договора по процедуре закупки у одного участника состоялся 17 апреля 2013 года. Его стоимость составила $ 373 313 000 (без НДС). Срок проведения работ — 28 месяцев. Финансирование обеспечивал Эксимбанк Китая. Международная консалтинговая компания PricewaterhouseCoopers разработала бизнес-план реализации национального проекта «Воздушный экспресс». Впрочем, тогда на эти деньги работы не было начато, хотя проценты по кредиту Украина платит до сих пор.
Проектом предусматривалась прокладка новой железнодорожной ветки от существующей железнодорожной магистральной линии Киев — Харьков до аэропорта «Борисполь», строительство железнодорожного комплекса непосредственно перед пассажирскими терминалами аэропорта, объединённого авиационно-железнодорожного терминального комплекса на станции Киев-Пассажирский и организация прямого железнодорожного сообщения между ними.
Цель проекта заключалась в уменьшении интенсивности движения автомобильного транспорта по данному направлению, сокращении времени авиапассажиров в пути и улучшении привлекательности аэропорта «Борисполь» среди национальных и международных пассажиров. Важнейшей целью является надежное обеспечение перевозки авиапассажиров в непогоду, особенно во время гололеда и метели, а также полное избежание дорожных заторов, в частности на киевских мостах через Днепр.
В течение 2014—2017 годов реализация проекта была заторможена из-за отсутствия средств.

### «Kyiv Boryspil Express»
16 февраля 2018 года средства на реализацию проекта выделил Кабинет Министров Украины, работы были начаты в мае. По заявлению премьер-министра В. Гройсмана, строительство железной дороги и запуск экспресса с ж/д вокзала Киева до аэропорта «Борисполь» обошлись в 580 млн гривен.
В октябре 2018 года «Укрзализныця» вела обсуждения с аэропортом о необходимости ночного курсирования поездов — в рабочем порядке шло обсуждение необходимости таких рейсов с учётом малого количества ночных рейсов из аэропорта.
В конце ноября 2018 года осуществлены все необходимые инфраструктурные мероприятия для деятельности экспресса: проведена реконструкция платформы на пути № 14 Центрального вокзала Киева и построена новая железнодорожная станция Борисполь-Аэропорт вблизи терминала «D» аэропорта Борисполь: сооружены две высокие прямые платформы берегового и островного типов, оборудованы пандусы для инвалидных и багажных тележек. Терминальные комплексы аэропорта обеспечивают возможность пассажирам воспользоваться полным комплексом услуг, включая отдыхом в залах ожидания, получением полноценной информации для пассажиров и тому подобное.
30 ноября 2018 года дизайнеры-добровольцы из организации «Агенты изменений» представили обновлённую схему киевского метрополитена, в которую добавили маршрут поезда «Kyiv Boryspil Express».

### Тестовые рейсы
25 октября 2018 года, с участием премьер-министра Украины В. Гройсмана, состоялся первый пробный рейс экспресса, который будет курсировать между станциями Киев-Пассажирский и аэропортом «Борисполь». Проект обошёлся в 580 млн гривен.
7 ноября 2018 года «Укрзализныця» провела испытания рельсовых автобусов Pesa 620М, которые курсировали до аэропорта Борисполь при максимальной пассажирской загрузке. Роль пассажиров исполняли сами железнодорожники, поезд стартовал от центрального железнодорожного вокзала Киева Киев-Пассажирский. 122 железнодорожника, принимавшие участие в испытании, добрались до терминала D международного аэропорта «Борисполь» за 27 минут. Поезд двигался без остановки на станции Дарница с максимальной скоростью — 119 км/час. На обратном пути рельсовый автобус развил максимальную скорость 121 км/час. Испытания были признаны успешными.

## Эксплуатация

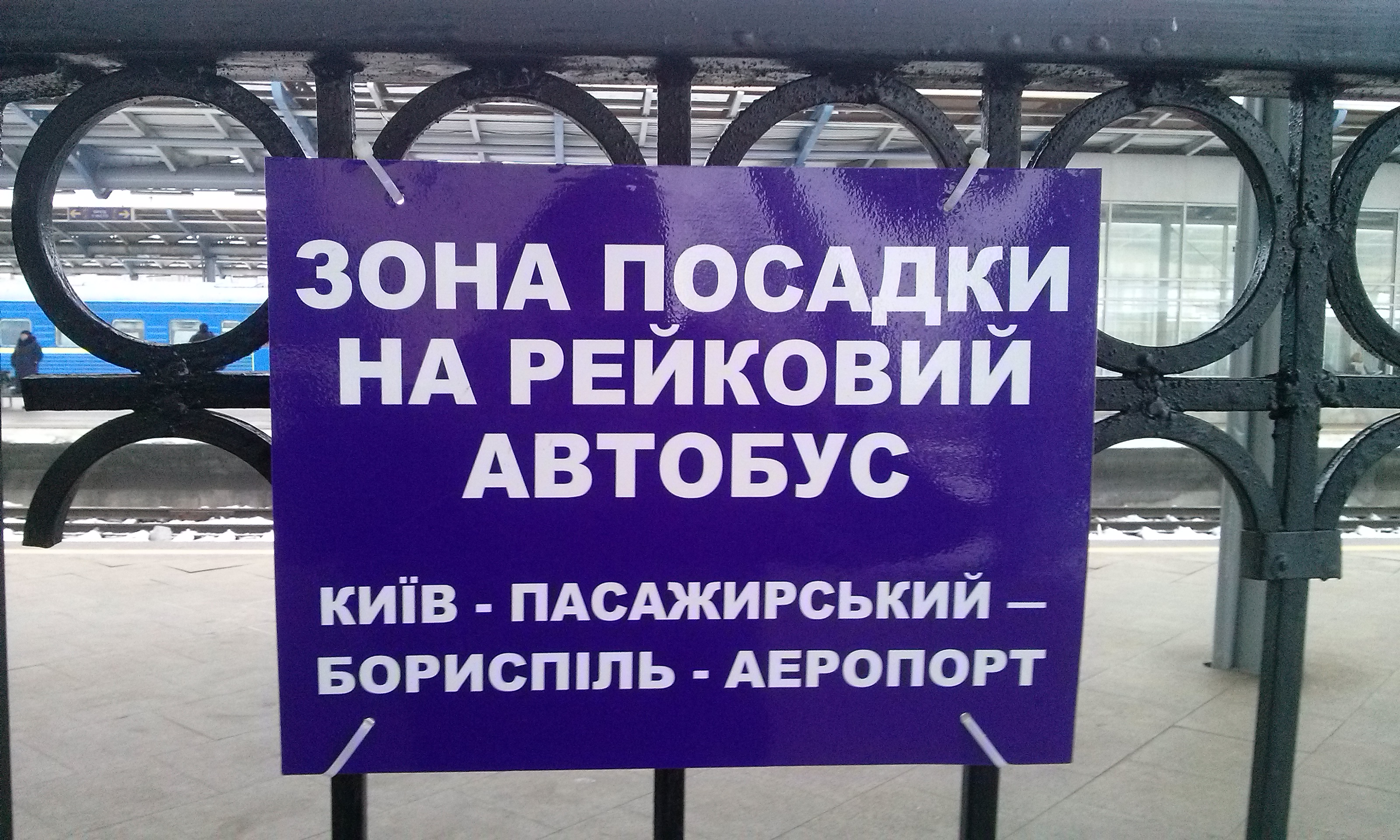
Табличка на перроне

30 ноября 2018 года состоялось официальное открытие движения экспресса с участием президента и премьер-министра Украины, когда первый пассажирский рейс № 836 в 14:00 отправился с Центрального вокзала Киева. В первые дни железнодорожный маршрут обслуживали пять рельсовых автобусов: на линии работали четыре дизельных рельсовых автобуса Pesa 620М и ещё один был в резерве.
5 декабря 2018 года «Укрзализныця» скорректировала расписание движения экспресса до аэропорта «Борисполь» согласно спроса. Максимальный пассажиропоток на маршруте был зафиксирован в период с 07:00 до 09:00 и с 17:00 до 19:00. Сейчас на маршруте курсирует 27 пар поездов.
Несмотря на заверения руководителей «Укрзализныци» в надёжности железнодорожного сообщения с аэропортом, уже на второй день эксплуатации, 1 декабря, рейсовый поезд сломался в пути, из-за чего пассажиры опоздали на свои авиарейсы. В течение следующей недели инциденты с поездом случались ещё дважды — 4 декабря, после чего «Укрзализныця» уменьшила количество рейсов, и 7 декабря, когда рейкобус не смог выехать из Киева, и его пришлось буксировать при помощи локомотива.

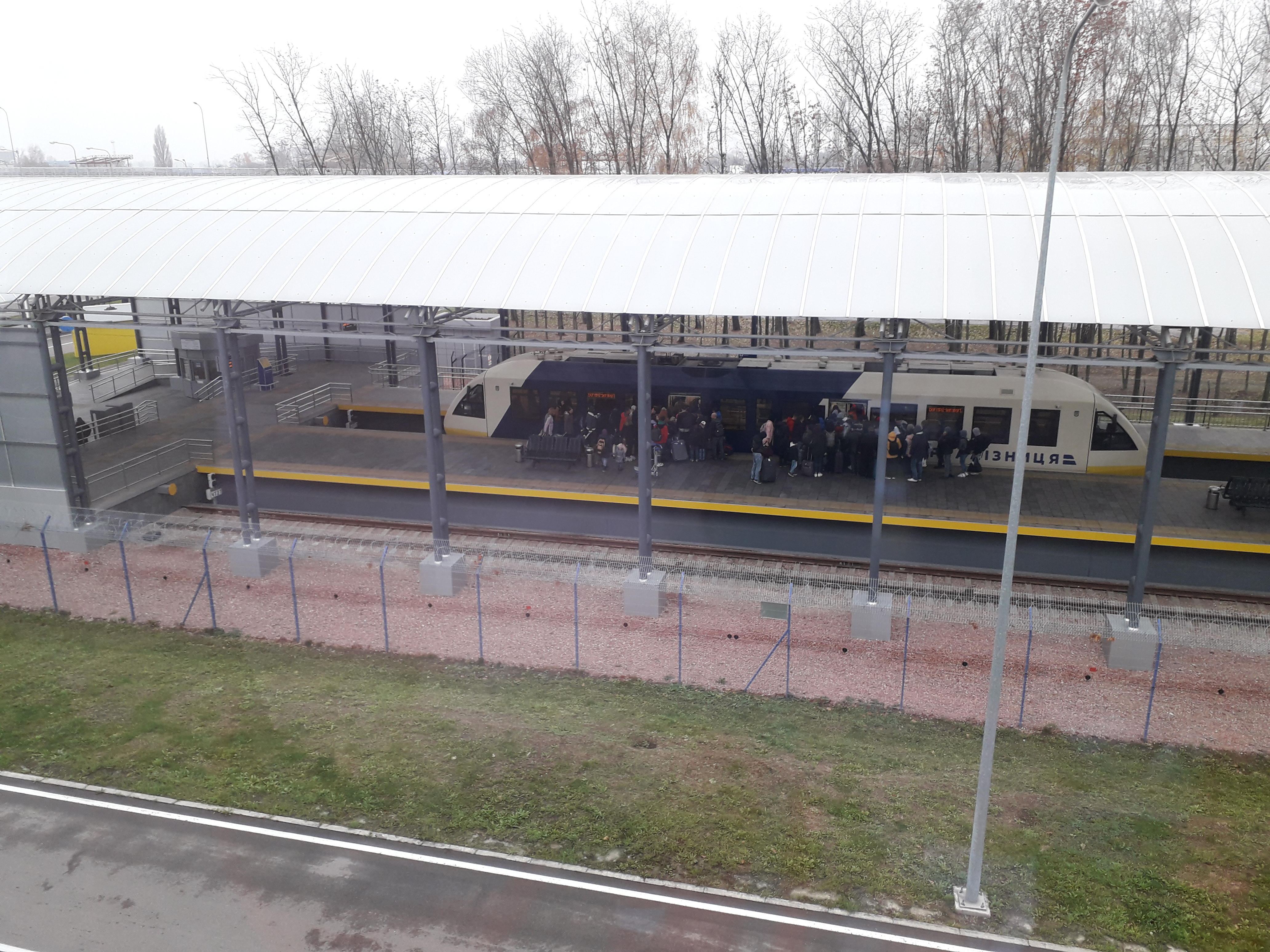
Конечная станция в аэропорту

Для пассажиров, которые из-за опоздания экспресса не успели на регистрацию, есть возможность воспользоваться экспресс-регистрацией в аэропорту.
4 мая 2019 года на маршрутах № 841 и № 842 начата работа сдвоенного поезда 620М с пассажирами.
27 декабря 2019 года экспресс перевез миллионного пассажира. Также в этот день на маршрут был выпущен новый дизель-поезд ДПКр3 производства Крюковского вагоностроительного завода.
В июне 2020 г. «Укрзалізниця» завершила реконструкцию железнодорожной станции Выдубичи. Новая платформа объединяет в единую логистическую цепь железную дорогу, авто- и авиатранспорт, а также метро. На этой станции, кроме Kyiv Boryspil Express, будут также останавливаться поезда InterCity.

## Планы
В ближайших планах повысить вместимость поездов на этом маршруте, поскольку Pesa 620М не выдерживают таких нагрузок. По неофициальным данным, запланировано использование поезда советского производства ДР1А-253, который находится в ремонте. Обсуждается возможность применения РА2-005 и дизель-поездов производства Крюковского вагоностроительного завода (КВСЗ). Согласно расчётам «Укрзализныци», при стоимости билета 80 гривен, проект окупится в течение 10 лет, но не исключается повышение стоимости проезда в зависимости от спроса на услугу, а также от факторов, негативно влияющих на её себестоимость. В дальнейшем возможны поездки ДПКр3, которые планируются к изготовлению.

## Скандалы
Частые поломки поездов в течение первых недель эксплуатации подвигли к проведению ряда журналистских расследований по строительству и запуску Бориспольского экспресса. Руководитель проекта «Железная дорога без коррупции». Доценко отмечает участие фирм, которые ранее не имели никакого опыта в сфере транспорта, в частности ООО «Рилейд», ООО «Петро Сервис», ООО «Виртуальные технологии и системы», а также отмечает, что действующий на момент запуска проекта руководитель Юго-Западной железной дороги, Роман Веприцкий не имеет соответствующего специального образования и опыта работы на железнодорожном транспорте.